# Macska a galambok között (film)
A Macska a galambok között az Agatha Christie: Poirot című televíziós sorozat tizenegyedik évadának második, tévéfilm hosszúságú epizódja, mely Agatha Christie azonos című novellája alapján készült. A főszerepben David Suchet, Harriet Walter, Natasha Little, és Claire Skinner láthatók, további színészek társaságában - a film különleges a tekintetben, hogy a legtöbb szerepben kizárólag nők láthatók. A forgatókönyvet Mark Gatiss írta.

## Cselekmény
Ramatban, egy fiktív közel-keleti királyságban forradalom tör ki. Ali Juszuf herceg barátját és pilótáját, Bob Rawlinsont bízza meg azzal, hogy csempéssze ki a családi drágaköveket az országból. Mivel Rawlinson is tudja, hogy ez veszélyes feladat, azokat nővéréhez, Mrs. Sutcliffe-hez viszi el, hogy nála és az éppen ott tartózkodó lánya csomagjában elhelyezve Angliába csempésztesse feltűnés nélkül. A szomszéd szobában rejtőzködő spanyol táncosnő azonban mindezt látja, és bár megtalálja a köveket, nem tudja magával vinni azokat. Mind Ali herceg, mind Bob Rawlison meghalnak nem sokkal később egy lövöldözésben, így a kincsnek nyoma vész. Sokan járnak a nyomában, mindhiába.
Anglia leghíresebb leányiskolájában, a Minervában új félév kezdődik. Ide jár Mrs. Sutcliffe lánya, Jennifer is. Az iskola alapítója és igazgatója Miss Balstrode, továbbá ott van még Miss Chadwick (szintén alapító), Miss Rich, a gondnoknő Miss Johnson, Miss Blanche (franciatanár), Miss Springer (tornatanár), Ann Shapland (titkár), és Adam Goodman (kertész). Bulstrode közel áll már a nyugdíjhoz, ezért az utódját keresi. Mivel úgy véli, hogy Chadwick nem alkalmas az iskola vezetésére, más jelöltet keres. Régi barátja Hercule Poirot, akit meghív az iskola egyik díjátadó ünnepségére, mint díszvendég. A rendezvény után Bulstrode azt kéri tőle, maradjon még addig, míg megtalálja az utódját.
Nem sokkal később holtan találják a szadista hajlamú Miss Springert, akit egy gerellyel szúrtak le. Goodman felfedi a helyszínre érkező Kelsey felügyelő és Poirot előtt, hogy igazából a brit titkosszolgálatnak dolgozik. Azért van itt, mert ő is az eltűnt ékszereket keresi, továbbá megfigyeli a szintén itt tanuló Shaista hercegnőt, Ali herceg unokahúgát. 

## Szereplők
| Szerep             | Színész              | Magyar hang  |
| ------------------ | -------------------- | ------------ |
| Hercule Poirot     | David Suchet         | Balázs Péter |
| Honoria Bulstrode  | Harriet Walter       |              |
| Ali herceg         | Raji James           |              |
| Bob Rawlinson      | Adam de Ville        |              |
| Mr. Forbes         | Donald Gallagher     |              |
| Mrs. Forbes        | Georgie Glenn        |              |
| Patricia Forbes    | Georgia Cornick      |              |
| Miss Rich          | Claire Skinner       |              |
| Miss Chadwick      | Susan Wooldridge     | Pálos Zsuzsa |
| Ann Shapland       | Natasha Little       |              |
| Shaista hercegnő   | Amara Karan          |              |
| Adam Goodman       | Adam Croasdell       |              |
| Miss Blake         | Amanda Abbington     |              |
| Miss Blanche       | Miranda Raison       |              |
| Miss Springer      | Elizabeth Berrington |              |
| Jennifer Sutcliffe | Jo Woodcock          |              |
| Julia Upjohn       | Lois Edmet           |              |
| Mrs. Upjohn        | Philippa Haywood     |              |
| Lady Veronica      | Jane How             |              |
| Hsui Tai           | Katie Leung          |              |
| Kelsey felügyelő   | Anton Lesser         |              |

## Forgatás
Számos változtatást eszközöltek az alapműhöz képest. Mindenekelőtt a cselekményt áthelyezték az 1930-as évekbe, hiszen a sorozat többi epizódja is akkor játszódik. Ez azzal járt együtt, hogy az egyiptomi és a közel-keleti jeleneteket, továbbá a brit titkosszolgálathoz kapcsolódó jeleneteket gyakorlatilag teljes egészében kihagyták. Több szereplőt ugyancsak kihagytak a cselekményből. 